# Prova biscotto
La prova biscotto è una fase della terapia protesica in odontoiatria. 
Viene effettuata dal medico-odontoiatra e consiste nella prova del manufatto protesico fisso (corona o ponte) quando la ceramica è ancora grezza, al fine di valutarne la congruità della forma anatomica e della resa cromatica. Viene normalmente effettuata nella seduta precedente alla cementazione definitiva del manufatto protesico.